# Nora Swinburne
Nora Swinburne (gebürtig: Elinore Johnson; * 24. Juli 1902 in Bath, Bath and North East Somerset; † 1. Mai 2000 in London) war eine britische Film- und Theaterschauspielerin.

## Leben
Nora Swinburne, deren Vater ein Unternehmen besaß, in dem Spielzeug produziert wurde, besuchte in Weston-super-Mare das dortige Rosholme College.
Bereits als Kind stand sie auf der Bühne, so unter anderem ab 1914 in Clive Curries Theatergruppe Young Players. Später studierte sie Schauspiel an der Royal Academy of Dramatic Art. Ab 1916 folgten Engagements am Noël Coward Theatre in London, sowie ab Oktober 1916 im Globe, ebenfalls in London gelegen. In den 1920er Jahren stand sie auch in drei Theaterstücken am Broadway auf der Theaterbühne; allerdings hatte sie bei der Auswahl der Stücke wenig Erfolg, da sie bereits nach nur wenigen Wochen abgesetzt wurden.
1920 stand sie im Stummfilm Saved from the Sea auch erstmals vor der Filmkamera. In den 1920er Jahren folgten weitere Stummfilmklassiker, ehe sie auch im Tonfilm überzeugen konnte. Der Historienfilm Columbus aus dem Jahr 1949 sollte einer ihrer ersten bekannteren werden. Nur zwei Jahre später, 1951, stand sie im mehrfach ausgezeichneten Spielfilm Quo vadis? vor der Kamera. 1967 übernahm sie eine der Hauptrollen in der Miniserie The Forsyte Saga, wofür sie in England zum Teil noch heute bekannt ist. Eine ihrer letzten Rollen verkörperte sie 1969 in Königin für tausend Tage an der Seite von Richard Burton. 1974, nach den Dreharbeiten zu The Early Life of Stephen Hind, zog sich Swinburne ins Privatleben zurück.
Nora Swinburne war dreimal verheiratet. 1924 heiratete sie den Schauspieler Francis Lister, die Scheidung folgte im Jahr 1932. In zweiter Ehe war sie von 1934 bis 1938 mit Edward Ashley, ebenfalls Schauspieler von Beruf, verheiratet. Die beiden bekamen einen gemeinsamen Sohn, Francis. 1946 trat sie mit dem Schauspieler Esmond Knight vor den Traualtar, mit dem sie bis zu dessen Tod, im Februar 1987, verheiratet war. Durch die Ehe mit Knight wurde Swinburne die Stiefmutter der Schauspielerin Rosalind Knight.
Nora Swinburne starb im Mai 2000 97-jährig eines natürlichen Todes. Nur vier Tage nach ihr starb ihr zweiter Ehemann Edward Ashley.

## Filmografie (Auswahl)
- 1920: Branded
- 1922: Die weiße Wüste
- 1937: ...heute Abend – Hotel Ritz (Dinner at the Ritz)
- 1943: Der Herr in Grau (The Man in Grey)
- 1944: Gaslicht und Schatten (Fanny by Gaslight)
- 1947: Zigeunerblut (Jassy)
- 1948: Quartett (Quartet)
- 1948: Tanz in den Abgrund (Good-Time Girl)
- 1949: Columbus Christopher Columbus
- 1949: Drum prüfe, wer sich ewig bindet (Fools Rush In)
- 1950: Dämon Uran (My Daughter Joy)
- 1951: Der Strom (The River)
- 1951: Quo vadis?
- 1954: Verraten (Betrayed)
- 1955: Das Ende einer Affaire (The End of the Affair)
- 1956: Die schöne Helena (Helen of Troy)
- 1959: Der dritte Mann im Berg (Third Man on the Mountain)
- 1960: Verschwörung der Herzen (Conspiracy of Hearts)
- 1960: The Small House at Allington (Fernsehserie, 6 Folgen)
- 1964: Entscheidung um Mitternacht (Decision at Midnight)
- 1967: Die Forsyte Saga (The Forsyte Saga) (Fernsehserie, 9 Folgen)
- 1968: Zwischenspiel (Interlude)
- 1969: Königin für tausend Tage (Anne of the Thousand Days)
- 1972: Runter mit dem Keuschheitsgürtel (Up the Chastity Belt)
- 1974: The Early Life of Stephen Hind (Fernsehserie, 3 Folgen)